# Le futur est femme
Pour plus de détails, voir Fiche technique et Distribution.
Le futur est femme (Il futuro è donna) est un drame psychologique franco-ouest-germano-italien réalisé par Marco Ferreri et sorti en 1984.

## Synopsis
Anna et Gordon vivent une relation intense et harmonieuse. Ils n'ont pas d'enfants et n'en veulent pas. Anna travaille comme attachée de presse dans un centre commercial. Gordon est horticulteur. Son travail consiste à planter des arbres dans la ville. Ils passent leurs soirées ensemble à des fêtes ou dans des discothèques. Un soir, dans la discothèque, Anna vient en aide à une jeune femme qui se fait harceler par quelques jeunes garçons et, comme Malvina est sans domicile fixe, elle l'emmène chez elle. Ce qui devait être un hébergement pour une nuit s'étend toutefois à un séjour plus long, car Malvina, enceinte de six mois, s'installe dans la maison de Gordon et Anna. Tous deux sont fascinés par cette jeune femme vive et peu conventionnelle. Un ménage à trois se met en place, qui développe sa propre dynamique et dont Gordon est finalement exclu. Il est relégué au rôle de faire-valoir du duo Anna/Malvina.
Alors que le trio assiste à un concert du chanteur de rock Pierangelo Bertoli, une bousculade est provoquée par une bagarre entre des délinquants et la police. Gordon trouve la mort en tentant de protéger les deux femmes. Le lien entre les deux femmes se renforce par la suite. Elles quittent la ville, font une halte sur une plage où Malvina met au monde son enfant. Après la naissance, Anna, Malvina et l'enfant vivent un certain temps à la campagne, jusqu'à ce que Malvina prenne ses bagages, s'en aille en auto-stop et laisse son enfant sur le bras d'Anna.

## Fiche technique
- Titre en français : Le futur est femme[1]
- Titre original italien : Il futuro è donna[2]
- Titre allemand : Die Zukunft heißt Frau[3]
- Réalisation : Marco Ferreri
- Scénario : Marco Ferreri, Piera Degli Esposti et Dacia Maraini
- Producteur : Achille Manzotti
- Directeur de la photographie : Tonino Delli Colli
- Monteur : Ruggero Mastroianni
- Musique : Carlo Savina
- Chef décorateur : Dante Ferretti
- Chorégraphe : Iaia di Capitani
- Sociétés de production : Faso Film, UGC-Top N° 1, Ascot Film
- Pays de production :  Italie -  France -  Allemagne de l'Ouest
- Langue originale : italien
- Format : couleurs
- Genre : drame psychologique
- Durée : 99 minutes
- Date de sortie : 
  - Italie : 31 août 1984
  - France : 5 septembre 1984
  - Allemagne de l'Ouest : 14 septembre 1984

## Distribution
- Hanna Schygulla : Anna
- Ornella Muti : Malvina
- Niels Arestrup : Gordon
- Isabella Biagini : l'amie d'Anna
- Maurizio Donadoni (it) : Sergio
- Michele Bovenzi : le patron
- Ute Cremer : Tiziana
- Christian Frémont : Dario
- Alessandra Marozzi : danseuse
- Patti Vailati : Viviana
- Claudio Bultrini : Antonio
- Pierangelo Bertoli : lui-même

## Production
Le film a été tourné en janvier/février 1984 dans différents endroits d'Italie. Les lieux de tournage étaient entre autres la discothèque Marabù à Reggio d'Émilie, le restaurant Locale delle meraviglie à San Mauro a Mare (Émilie-Romagne), le Palasport à Ferrare, l'Euromercato à Milanofiori (Milan) ainsi que Palerme et Sélinonte.
Le futur est femme est le deuxième film, après Conte de la folie ordinaire en 1981, dans lequel Marco Ferreri a collaboré avec Tonino Delli Colli, le chef opérateur de longue date de Pier Paolo Pasolini. Le film a été tourné dans un Format 35 mm en Eastmancolor. Pendant le tournage, Ornella Muti était enceinte de sa fille Carolina.
Le directeur artistique était le décorateur italien Dante Ferretti, nommé plusieurs fois aux Oscars par la suite. La musique a été orchestrée et enregistrée sous la direction de Carlo Savina. Pour la costumière Nicoletta Ercole (née en 1989), il s'agissait de la quatrième collaboration avec Marco Ferreri. Dans la discothèque, Pierangelo Bertoli chante la chanson Eppure Soffia. Schygulla et Arestrup sont doublés dans la version italienne par Ottavia Piccolo et Carlo Marini.

## Exploitation
La première du film a eu lieu le 31 août 1984 à la Mostra de Venise, où Marco Ferreri a été nommé pour un Lion d'or. La première en Allemagne a eu lieu le 14 septembre 1984, en Italie le 15 septembre 1984. En 2008, Avanz Reco a publié un CD avec la bande originale du film. En 2012, le film a été présenté au 76e Festival du film de Locarno dans le cadre de la série Histoire(s) du cinéma.

### Accueil critique
Lors de la première à la Mostra de Venise, le film a suscité des rires et des sifflets, le rejet par la presse internationale spécialisée était général. Le critique du Zeit trouvait que le film « tombait terriblement dans le kitsch » et Harlan Kennedy des American Cinema Papers le qualifiait d'« éternel triangle amoureux d'une stupidité suspecte ». Dans les salles italiennes, le film fait un four.
Les critiques dans la presse allemande ont été mitigées, mais la tendance était plus positive après la sortie du DVD de 2013. Le Lexikon des internationalen Films a commenté : « Un pamphlet sur la supériorité du féminin et la chute du patriarcat. Le contenu est par moments incohérent, raconté sans tempérament et de manière confuse, l'histoire programmatique de Ferreri sur les rapports en mutation entre les sexes se prive de sa force éclairante ».
Falko Straub écrit dans sa critique du DVD de 2013 : « Dans Le futur est femme, Marco Ferreri entonne une nouvelle fois en 1984 le chant du cygne de la culture occidentale et de la disparition de l'homme. [. . .] Volontairement, le drame remet en question les conventions sociales, c'est une vaste apologie du machisme, du monde merveilleux de la marchandise et de la société du plaisir des années 1980. [. . .] Une fois de plus, il montre l'homme comme un sexe faible qui travaille à sa propre abolition ».
Les critiques en France ont également été mitigées. L'Œil sur l'écran, un site de cinéma français, le qualifie de film assez surprenant, singulier, une variation sur le thème de la place de la femme dans la société. Si Ferreri a été accusé de misogynie pour ses premiers films, il place ici la femme sur un piédestal : les femmes ont pris le contrôle de leur vie, et se sont totalement débarrassées de toutes les règles sociales. Il faut des artistes comme Ferreri, qui se situent entre prophétie et utopie, écrit la critique du Monde, avant de faire des réflexions fondamentales sur Ferreri : « Pas en intellectuel, mais en alchimiste : il manipule la réalité pour créer son propre univers, un univers où il attire un très large public et ne le lâche plus ». Ferreri montre des situations qui nous semblent improbables et les filme en toute clarté, il fait apparaître dans ses images des abîmes du monde contemporain et montre les moyens de les surmonter.
En 2012, Olivier Père a inclus le film dans le programme du Festival du film de Locarno et l'a projeté au sein d'une série consacrée à Ornella Muti. Olivier Père écrit qu'il s'agit d' « un autre grand film programmatique du cinéaste. Utopie (moins négative que d’habitude) sur l’amour et la maternité, Le futur est femme propose les bases d’une nouvelle société affranchie des lois sociales et familiales, où les vrais liens ne seraient plus ceux du sang, mais ceux du cœur, [. . .] » et considère le film comme l'une des œuvres majeures du cinéma italien des années 1980.
La scénariste Dacia Maraini a déclaré dans une interview en 2017 : « À mon avis, Le futur est femme est un film particulier et original qui devrait être reconsidéré. Son histoire, celle d'une jeune femme qui ne peut pas garder son enfant et qui part à la recherche d'un couple à qui elle pourra le confier, est une réflexion d'une incroyable actualité [. . .]. A cela s'ajoute le fait que le film, interprété par des acteurs extraordinaires — Ornella Muti, Hanna Shigulla, et Nels Arestrop [sic] — est porté par la mise en scène absolument fraîche et visionnaire de Ferreri ».